# .sk
.sk е интернет домейн от първо ниво за Словакия. Представен е през 1993 г. Администрира се от SK-NIC a.s. Преди разделянето през 1993 г. на Чехословакия, използваният домейн е .cs.